# ب‌ام‌و زد۴
ب‌ام‌و زد۴ (به انگلیسی: BMW Z۴) خودرویی است که شامل مدلهای [رودستر] دو صندلی و کوپه می‌شود که از سال ۲۰۰۲ تا کنون تولید می گردد. این سومین مدل از سری مدلهای ب‌ام‌و زد می باشد و مدل پسین زد۳ محسوب می گردد. اولین نسل (E85/E86) به دو صورت کروکی و کوپه تولید شد.
در ابتدا ب‌ام‌و زد۴ در کارولینای جنوبی تولید می گردید. از سال ۲۰۰۸، محل تولید آن به رگنسبورگ آلمان منتقل گردید.